# Tini Brugge
Tini Brugge (1947) is een Nederlands biologe en (co)auteur van boeken en artikelen op het gebied van natuur, milieu en (christelijke) spiritualiteit. Haar voornaamste aandachtsgebieden zijn liturgisch bloemschikken, kloostertuinen en kerktuinen.
Brugge was aanvankelijk werkzaam als biologe toen zij besloot zich toe te leggen op de verbinding tussen spiritualiteit en natuur. Hierbij vormde de franciscaanse beweging een belangrijke inspiratiebron voor haar. 

## Symboliek
Zo verscheen bij uitgeverij Gottmer de boekenserie "Aarden in geloof over de franciscaanse samenwerking in Utrecht, waar ook leken een belangrijke rol in speelden. In deze serie kent zij planten en dieren extra zeggingskracht toe door te wijzen op de symbolische betekenis. Deze symboliek is vaak aanwezig in middeleeuwse schilderstukken van heiligen en Bijbelse personen. De planten die de afgebeelde personen vergezellen verbeelden de hen toegedichte bijzondere eigenschappen. In de kerkdienst kan deze symboliek van planten en dieren een rol spelen. Bloemstukken geven daarbij het thema van de kerkdienst weer. Liturgisch bloemschikken heeft zich mede dankzij Brugges inzet over diverse kerkgenootschappen verspreid.

## Klooster- en kerktuinen
Brugge streeft er naar de oude traditie van de kloostertuin nieuw leven in te blazen. Ze richtte hiertoe met anderen de Werkgroep Kloostertuinen op die de aanwezigheid van kloostertuinen (of restanten ervan) inventariseerde en initiatieven ondernam om ze als cultureel erfgoed te bewaren en te herstellen.
Kerktuinen vormen een ander speerpunt van haar inzet. Ze wees op de mogelijkheid om het erf rond de kerk een spirituele dimensie te geven. De tuin rond de kerk kan geloof en natuur met elkaar verbinden. Doordat kerken vaak relatief grote gebouwen zijn, is het erf vaak eveneens aanzienlijk. Voor bewoners in de buurt kan een kerktuin veel betekenis hebben.. Hierbij werkte ze nauw samen met de Werkgroep Kerk en Milieu van de Raad van Kerken.

## Voedsel en milieu
Een belangrijk thema ten slotte waar Brugge aandacht voor heeft gevraagd is voedsel. Wanneer we bewust omgaan met voedsel, kan eten verbondenheid geven met al wat leeft. Voedsel ontstaat door biologische groeiprocessen en het verbouwen van voedsel heeft een groot ruimtebeslag. Bovendien verbindt het mensen met de biologische kringloop. In de Bijbel vormt de maaltijd een teken van verbondenheid.
- International Standard Name Identifier: 0000 0000 2736 5123
- Library of Congress Control Number: n88017519
- Nederlandse Thesaurus van Auteursnamen: 07447474X
- Virtual International Authority File: 60621021
- WorldCat: E39PBJpDTycy7m94HfYdgPPvpP